# Potentilla pantotricha
Potentilla pantotricha är en rosväxtart som beskrevs av Soják. Potentilla pantotricha ingår i Fingerörtssläktet som ingår i familjen rosväxter. Inga underarter finns listade i Catalogue of Life.